# Északi összetett az 1928. évi téli olimpiai játékokon
Az  1928. évi téli olimpiai játékokon az északi összetett versenyszámát február 17-én és február 18-án rendezték meg St. Moritzban. A 18 kilométeres sífutás után két sorozat sáncugrás következett. A versenyen hármas norvég siker született, az aranyérmet Johan Grøttumsbråten nyerte meg. A Magyarországot képviselő Szepes Gyula a sífutásban nem ért célba, így helyezetlenül zárt.

## Éremtáblázat
(Az egyes számoszlopok legmagasabb értéke, vagy értékei vastagítással kiemelve.)
| Az 1928. évi téli olimpiai játékok éremtáblázata északi összetettben | Az 1928. évi téli olimpiai játékok éremtáblázata északi összetettben | Az 1928. évi téli olimpiai játékok éremtáblázata északi összetettben | Az 1928. évi téli olimpiai játékok éremtáblázata északi összetettben | Az 1928. évi téli olimpiai játékok éremtáblázata északi összetettben | Olimpia  |
| -------------------------------------------------------------------- | -------------------------------------------------------------------- | -------------------------------------------------------------------- | -------------------------------------------------------------------- | -------------------------------------------------------------------- | -------- |
|                                                                      | Ország                                                               | Arany                                                                | Ezüst                                                                | Bronz                                                                | Összesen |
| 1.                                                                   | Norvégia (NOR)                                                       | 1                                                                    | 1                                                                    | 1                                                                    | 3        |
|                                                                      |                                                                      |                                                                      |                                                                      |                                                                      |          |
| Összesen                                                             | Összesen                                                             | 1                                                                    | 1                                                                    | 1                                                                    | 3        |

## Érmesek
| Az 1928. évi téli olimpiai játékok érmesei északi összetettben | Az 1928. évi téli olimpiai játékok érmesei északi összetettben | Az 1928. évi téli olimpiai játékok érmesei északi összetettben |
| -------------------------------------------------------------- | -------------------------------------------------------------- | -------------------------------------------------------------- |
| Arany                                                          | Ezüst                                                          | Bronz                                                          |
| Johan Grøttumsbråten · Norvégia (NOR)                          | Hans Vinjarengen · Norvégia (NOR)                              | John Snersrud · Norvégia (NOR)                                 |

## Részt vevő nemzetek
A versenyen 14 nemzet 35 versenyzője vett részt.
- Ausztria (AUT) (1)
- Csehszlovákia (TCH) (4)
- Egyesült Államok (USA) (3)
- Finnország (FIN) (2)
- Franciaország (FRA) (3)
- Japán (JPN) (1)
- Kanada (CAN) (2)
- Lengyelország (POL) (3)
- Magyarország (HUN) (1)
- Németország (GER) (5)
- Norvégia (NOR) (4)
- Olaszország (ITA) (1)
- Svájc (SUI) (4)
- Svédország (SWE) (1)

## Eredmények
A sífutás eredménye alapján pontszámokat kaptak a versenyzők. A két síugrás eredményét is pontban állapították meg. Az összesített eredményt a sífutás és a síugrás pontszámainak átlaga jelentette.
Az időeredmények másodpercben, a távolságok eredményei méterben értendők.

### Sífutás
| Helyezés | Versenyző            | Nemzet                 | Időeredmény   | Pont   |
| -------- | -------------------- | ---------------------- | ------------- | ------ |
| 1.       | Johan Grøttumsbråten | Norvégia (NOR)         | 1:37:01       | 20,000 |
| 2.       | Hans Vinjarengen     | Norvégia (NOR)         | 1:41:44       | 17,750 |
| 3.       | Esko Järvinen        | Finnország (FIN)       | 1:46:23       | 15,375 |
| 4.       | Paavo Nuotio         | Finnország (FIN)       | 1:48:46       | 14,125 |
| 5.       | Ludwig Böck          | Németország (GER)      | 1:48:56       | 14,125 |
| 6.       | Bronisław Czech      | Lengyelország (POL)    | 1:48:58       | 14,125 |
| 7.       | Ole Kolterud         | Norvégia (NOR)         | 1:50:17       | 13,375 |
| 8.       | Otakar Německý       | Csehszlovákia (TCH)    | 1:50:20       | 13,375 |
| 9.       | John Snersrud        | Norvégia (NOR)         | 1:50:51       | 13,125 |
| 10.      | Harald Paumgarten    | Ausztria (AUT)         | 1:51:43       | 12,750 |
| 11.      | Sven Eriksson        | Svédország (SWE)       | 1:52:20       | 12,375 |
| 12.      | Gustl Müller         | Németország (GER)      | 1:52:43       | 12,250 |
| 13.      | David Zogg           | Svájc (SUI)            | 1:55:56       | 10,625 |
| 14.      | Adolf Rubi           | Svájc (SUI)            | 1:56:40       | 10,250 |
| 15.      | Walter Glaß          | Németország (GER)      | 1:59:43       | 8,750  |
| 16.      | Franz Wende          | Csehszlovákia (TCH)    | 2:00:50       | 8,125  |
| 17.      | Stephan Lauener      | Svájc (SUI)            | 2:00:57       | 8,125  |
| 18.      | Max Kröckel          | Németország (GER)      | 2:00:59       | 8,125  |
| 19.      | Walter Buchberger    | Csehszlovákia (TCH)    | 2:02:36       | 7,250  |
| 20.      | Takefusi Szakuta     | Japán (JPN)            | 2:04:20       | 6,375  |
| 21.      | Rudolf Burkert       | Csehszlovákia (TCH)    | 2:04:24       | 6,375  |
| 22.      | Karl Neuner          | Németország (GER)      | 2:04:25       | 6,375  |
| 23.      | Hans Eidenbenz       | Svájc (SUI)            | 2:05:26       | 5,875  |
| 24.      | Stanisław Motyka     | Lengyelország (POL)    | 2:08:31       | 4,250  |
| 25.      | Vitale Venzi         | Olaszország (ITA)      | 2:09:28       | 3,875  |
| 26.      | Martial Payot        | Franciaország (FRA)    | 2:09:42       | 3,750  |
| 27.      | William Thompson     | Kanada (CAN)           | 2:12:24       | 2,375  |
| 28.      | Aleksander Rozmus    | Lengyelország (POL)    | 2:12:26       | 2,375  |
| 29.      | Kléber Balmat        | Franciaország (FRA)    | 2:16:40       | 0,250  |
| 30.      | Merritt Putman       | Kanada (CAN)           | 2:22:40       | 0,000  |
| 31.      | Anders Haugen        | Egyesült Államok (USA) | 2:30:30       | 0,000  |
| 32.      | Charles Proctor      | Egyesült Államok (USA) | 2:35:00       | 0,000  |
| 33.      | Rolf Monsen          | Egyesült Államok (USA) | 2:48:00       | 0,000  |
| –        | Marcel Beraud        | Franciaország (FRA)    | nem ért célba |        |
| –        | Szepes Gyula         | Magyarország (HUN)     | nem ért célba |        |

### Síugrás
| Helyezés | Versenyző            | Nemzet                 | 1. ugrás | 2. ugrás | Összesítés (pontszám) |
| Helyezés | Versenyző            | Nemzet                 | Távolság | Távolság | Összesítés (pontszám) |
| -------- | -------------------- | ---------------------- | -------- | -------- | --------------------- |
| 1.       | Rudolf Burkert       | Csehszlovákia (TCH)    | 61,0     | 62,5     | 18,833                |
| 2.       | Vitale Venzi         | Olaszország (ITA)      | 52,0     | 60,5     | 16,958                |
| 3.       | John Snersrud        | Norvégia (NOR)         | 60,5     | 52,0     | 16,917                |
| 4.       | Stephan Lauener      | Svájc (SUI)            | 50,5     | 59,0     | 16,542                |
| 5.       | Sven Eriksson        | Svédország (SWE)       | 51,5     | 57,5     | 16,312                |
| 6.       | Max Kröckel          | Németország (GER)      | 53,5     | 51,5     | 15,812                |
| 7.       | Paavo Nuotio         | Finnország (FIN)       | 52,5     | 52,5     | 15,729                |
| 8.       | Johan Grøttumsbråten | Norvégia (NOR)         | 49,5     | 56,0     | 15,667                |
| 9.       | Hans Eidenbenz       | Svájc (SUI)            | 47,5     | 51,5     | 15,227                |
| 10.      | Aleksander Rozmus    | Lengyelország (POL)    | 49,0     | 56,5     | 15,187                |
| 11.      | Walter Glaß          | Németország (GER)      | 45,0     | 55,0     | 15,104                |
| 12.      | Adolf Rubi           | Svájc (SUI)            | 46,5     | 54,0     | 15,000                |
| 13.      | Anders Haugen        | Egyesült Államok (USA) | 51,0     | 49,0     | 14,895                |
| 14.      | Walter Buchberger    | Csehszlovákia (TCH)    | 49,5     | 50,5     | 14,562                |
| 15.      | Charles Proctor      | Egyesült Államok (USA) | 47,0     | 51,5     | 14,417                |
| 16.      | Esko Järvinen        | Finnország (FIN)       | 46,0     | 48,0     | 14,246                |
| 17.      | David Zogg           | Svájc (SUI)            | 47,0     | 47,0     | 13,187                |
| 18.      | Ole Kolterud         | Norvégia (NOR)         | 59,0     | 65,5     | 12,917                |
| 19.      | Hans Vinjarengen     | Norvégia (NOR)         | 59,5     | 61,0     | 12,854                |
| 20.      | Otakar Německý       | Csehszlovákia (TCH)    | 40,0     | 48,5     | 12,616                |
| 21.      | Ludwig Böck          | Németország (GER)      | 36,0     | 48,0     | 12,395                |
| 22.      | Martial Payot        | Franciaország (FRA)    | 38,0     | 46,5     | 12,042                |
| 23.      | Bronisław Czech      | Lengyelország (POL)    | 51,0     | 60,5     | 11,166                |
| 24.      | Harald Paumgarten    | Ausztria (AUT)         | 38,5     | 38,0     | 10,958                |
| 25.      | Stanisław Motyka     | Lengyelország (POL)    | 38,5     | 37,5     | 10,812                |
| 26.      | Merritt Putman       | Kanada (CAN)           | 35,0     | 37,5     | 9,708                 |
| 27.      | Kléber Balmat        | Franciaország (FRA)    | 47,0     | 55,5     | 8,333                 |
| 28.      | Gustl Müller         | Németország (GER)      | 41,5     | 60,5     | 7,978                 |

### Összesítés
| Helyezés | Versenyző            | Nemzet                 | Sífutás       | Síugrás | Összesítés |
| -------- | -------------------- | ---------------------- | ------------- | ------- | ---------- |
| Arany    | Johan Grøttumsbråten | Norvégia (NOR)         | 20,000        | 15,667  | 17,833     |
| Ezüst    | Hans Vinjarengen     | Norvégia (NOR)         | 17,750        | 12,854  | 15,302     |
| Bronz    | John Snersrud        | Norvégia (NOR)         | 13,125        | 16,917  | 15,021     |
| 4.       | Paavo Nuotio         | Finnország (FIN)       | 14,125        | 15,729  | 14,927     |
| 5.       | Esko Järvinen        | Finnország (FIN)       | 15,375        | 14,246  | 14,810     |
| 6.       | Sven Eriksson        | Svédország (SWE)       | 12,375        | 16,312  | 14,593     |
| 7.       | Ludwig Böck          | Németország (GER)      | 14,125        | 12,395  | 13,260     |
| 8.       | Ole Kolterud         | Norvégia (NOR)         | 13,375        | 12,917  | 13,146     |
| 9.       | Otakar Německý       | Csehszlovákia (TCH)    | 13,375        | 12,616  | 12,990     |
| 10.      | Bronisław Czech      | Lengyelország (POL)    | 14,125        | 11,166  | 12,645     |
| 11.      | Adolf Rubi           | Svájc (SUI)            | 10,250        | 15,000  | 12,625     |
| 12.      | Rudolf Burkert       | Csehszlovákia (TCH)    | 6,375         | 18,833  | 12,604     |
| 13.      | Stephan Lauener      | Svájc (SUI)            | 8,125         | 16,542  | 12,333     |
| 14.      | Max Kröckel          | Németország (GER)      | 8,125         | 15,812  | 11,968     |
| 15.      | Walter Glaß          | Németország (GER)      | 8,750         | 15,104  | 11,927     |
| 16.      | David Zogg           | Svájc (SUI)            | 10,625        | 13,187  | 11,906     |
| 17.      | Harald Paumgarten    | Ausztria (AUT)         | 12,750        | 10,958  | 11,854     |
| 18.      | Walter Buchberger    | Csehszlovákia (TCH)    | 7,250         | 14,562  | 10,906     |
| 19.      | Hans Eidenbenz       | Svájc (SUI)            | 5,875         | 15,227  | 10,551     |
| 20.      | Vitale Venzi         | Olaszország (ITA)      | 3,875         | 16,958  | 10,416     |
| 21.      | Gustl Müller         | Németország (GER)      | 12,250        | 7,978   | 10,114     |
| 22.      | Aleksander Rozmus    | Lengyelország (POL)    | 2,375         | 15,187  | 8,781      |
| 23.      | Martial Payot        | Franciaország (FRA)    | 3,750         | 12,042  | 7,896      |
| 24.      | Stanisław Motyka     | Lengyelország (POL)    | 4,250         | 10,812  | 7,531      |
| 25.      | Anders Haugen        | Egyesült Államok (USA) | 0,000         | 14,895  | 7,447      |
| 26.      | Charles Proctor      | Egyesült Államok (USA) | 0,000         | 14,417  | 7,208      |
| 27.      | Merritt Putman       | Kanada (CAN)           | 0,000         | 9,708   | 4,854      |
| 28.      | Kléber Balmat        | Franciaország (FRA)    | 0,250         | 8,333   | 4,291      |
| –        | Franz Wende          | Csehszlovákia (TCH)    | 8,125         | –       |            |
| –        | Karl Neuner          | Németország (GER)      | 6,375         | –       |            |
| –        | Takefusi Szakuta     | Japán (JPN)            | 6,375         | –       |            |
| –        | William Thompson     | Kanada (CAN)           | 2,375         | –       |            |
| –        | Rolf Monsen          | Egyesült Államok (USA) | 0,000         | –       |            |
| –        | Marcel Beraud        | Franciaország (FRA)    | nem ért célba | –       |            |
| –        | Szepes Gyula         | Magyarország (HUN)     | nem ért célba | –       |            |